# Badovac-See
Der Badovac-See (albanisch Liqeni i Badovcit, serbisch Бадовачко језеро Badovačko Jezero), auch als Gračanica-See bekannt, ist ein Stausee im Kosovo nahe der Hauptstadt Pristina.
Der See liegt etwa fünf Kilometer südöstlich von Pristina in einem hügeligen Gebiet und gehört größtenteils zur Gemeinde Pristina, wobei sich der Staudamm auf dem Territorium von Gračanica befindet. Unmittelbar umliegende Ortschaften sind im Westen Hajvalia und im Südwesten am Staudamm Badoc. Ansonsten grenzt der See, vom Dorf Marmor ausgenommen, gänzlich an bewaldete Flächen. Entlang des südlichen Seeufers verläuft die Hauptstraße M-25.2, die Pristina mit Gjilan verbindet.
In einem Seitental nördlich des Sees liegt der Bärenwald Pristina. Die Verbindungsstraße am Nordufer zweigt in Marmor von der M-25.2 ab.
Durch die Stauung des Gračanica-Flusses entstand der See, um die Versorgung der Bevölkerung im Umkreis mit Wasser sicherzustellen. Derzeit werden 30 % der Einwohner Pristinas sowie Hajvalia, Gračanica, Kishnica und Veternik mit Trinkwasser aus diesem See versorgt.
Der Badovac-See besitzt auch wirtschaftliche Bedeutung. So wird er regelmäßig von Fischern genutzt, und im Sommer kommen Besucher an den See.